# Heptadecagon

Heptadecagon

Heptadecagonul este un poligon cu 17 laturi și 17 vârfuri.Acesta figura a fost descoperită de Gauss.
El a spus ca un poligon cu un numar prim de laturi să poată fi desenat,notat cu p, acel numar trebuie sa fie un număr Fernat,adică de forma: [(2²) la puterea n]+1, unde n aparține N.
17 este număr Fernat deaorece pentru cazul n=2:
(2²) ridicat la puterea 2= 4²+1= 16+1= 17